# VM i tennis på overdækket bane 1921
Verdensmesterskaberne i tennis på overdækket bane 1921 var det fjerde VM i tennis på overdækket bane. Mesterskaberne blev spillet i Kjøbenhavns Boldklubs nyopførte tennishal på Pile Allé på Frederiksberg i København i perioden 2. - 10. april 1921. Der blev spillet om fem mesterskabstitler: herresingle, damesingle, herredouble, damedouble og mixed double. Mesterskabet var officielt anerkendt som verdensmesterskab af International Lawn Tennis Federation.
Herresinglemesterskabet blev vundet af Frankrigs William Laurentz, som i finalen besejrede briten Alfred Beamish med 6–2, 6–4, 6–2. I herredouble blev det også til fransk sejr, idet Laurentz sammen med landsmanden Maurice Germot vandt finalen over det danske par Povl Henriksen og Erik Tegner med 6–3, 6–2, 3–6, 6–3. 
Resten af finalerne var rent danske opgør. Damesingletitlen blev vundet af Elsebeth Brehm, som i finalen slog Ebba Meyer med 6–2, 6–4. Damedoublemesterskabet blev for andet år i træk vundet af finalisterne i damesingle, som besejrede Vera Forum og Jutta Steenberg med 6–2, 4–6, 6–2 i finalen. Endelig sejrede Erik Tegner og Elsebeth Brehm i mixed double-turneringen ved at vinde finalen over Harald T. Waagepetersen og Agnete Goldschmidt med 6–2, 6–2.

## Resultater

### Finaler
| Række        | Mester                          | Finalist                                | Resultat           |
| ------------ | ------------------------------- | --------------------------------------- | ------------------ |
| Herresingle  | William Laurentz                | Alfred Beamish                          | 6–2, 6–4, 6–2      |
| Damesingle   | Elsebeth Brehm                  | Ebba Meyer                              | 6–2, 6–4           |
| Herredouble  | Maurice Germot William Laurentz | Povl Henriksen Erik Tegner              | 6–3, 6–2, 3–6, 6–3 |
| Damedouble   | Elsebeth Brehm Ebba Meyer       | Vera Forum Jutta Steenberg              | 6–2, 4–6, 6–2      |
| Mixed double | Erik Tegner Elsebeth Brehm      | Harald Waagepetersen Agnete Goldschmidt | 6–2, 6–2           |

### Herresingle
| Runde        | Dato      | Vinder               | Taber                | Resultat                 |
| ------------ | --------- | -------------------- | -------------------- | ------------------------ |
| 1. runde     | 2.4.      | Vagn Ingerslev       | Einer Ulrich         | 6–1, 6–3, 6–3            |
| 1. runde     | 2.4.      | Svend Larsen         | Victor Hansen        | 4–6, 6–3, 6–3, 6–3       |
| 1. runde     | 2.4.      | Christian Bache      | Viggo Ingerslev      | 6–0, 6–0, 6–3            |
| 1. runde     | 2.4.      | Erik Tegner          | Olaf Lindstrøm       | 6–2, 6–4, 5–7, 6–3       |
| 1. runde     | 2.4.      | Ove Frederiksen      | H. Uttenreiter       | 6–1, 8–6, 6–2            |
| 1. runde     | 2.4.      | Axel Petersen        | Boris Schildt        | 1–6, 6–0, 6–1, 7–5       |
| 1. runde     | 2.4.      | Henning Larsen       | Svend Olsen          | ?                        |
| 1. runde     | 2.4.      | Alfred Beamish       | Albert Lindqvist     | 6–1, 6–4, 6–0            |
| 1. runde     | 3.4.      | Povl Henriksen       | Oluf Kinck Petersen  | 6–2, 8–6, 6–3            |
| 1. runde     | 3.4.      | P. Hildebrandt       | V.F. Levison         | 6–1, 6–1, 6–2            |
| 1. runde     | 3.4.      | Maurice Germot       | Prytz                | 2–6, 6–2, 6–1, 6–0       |
| 1. runde     | 3.4.      | Runar Granholm       | Axel Thayssen        | 4–6, 6–2, 6–1, 6–1       |
| 1. runde     | 3.4.      | Harald Waagepetersen | Arthur Gore          | 3–6, 6–2, 6–3, 7–5       |
| 1. runde     | 3.4.      | William Laurentz     | Frantz Morville      | 6–2, 6–2, 6–0            |
| 2. runde     | 3.4.      | Vagn Ingerslev       | Axel Petersen        | 6–1, 6–0, 6–4            |
| 2. runde     | 3.4.      | Alfred Beamish       | Henning Larsen       | 6–4, 6–4, 3–6, 6–3       |
| 2. runde     | 4.4.      | Runar Granholm       | Christian Bache      | 3–6, 9–7, 6–2, 9–7       |
| 2. runde     | 4.4.      | Ove Frederiksen      | Harald Waagepetersen | 6–4, 6–4, 4–6, 6–1       |
| 2. runde     | 4.4.      | William Laurentz     | Kurt Zetterberg      | 6–0, 6–0, 6–2            |
| 2. runde     | 4.4.      | Erik Tegner          | Bjørn Thalbitzer     | 6–2, 6–1, 6–1            |
| 2. runde     | 4.4.      | Maurice Germot       | Povl Henriksen       | 3–6, 6–2, 6–0, 7–5       |
| 2. runde     | 4. - 5.4. | Svend Larsen         | P. Hildebrandt       | 6–4, 3–6, 6–4, 2–6, 11–9 |
| Kvartfinaler | 5.4.      | William Laurentz     | Svend Larsen         | 6–2, 7–5, 6–1            |
| Kvartfinaler | 5.4.      | Erik Tegner          | Runar Granholm       | 6–3, 6–4, 6–2            |
| Kvartfinaler | 5.4.      | Alfred Beamish       | Maurice Germot       | 6–4, 6–0, 6–8, 3–6, 7–5  |
| Kvartfinaler | 5.4.      | Ove Frederiksen      | Vagn Ingerslev       | 1–6, 6–1, 6–4, 0–0, opg. |
| Semifinaler  | 7.4.      | William Laurentz     | Ove Frederiksen      | 7–5, 6–4, 6–2            |
| Semifinaler  | 7.4.      | Alfred Beamish       | Erik Tegner          | 6–2, 3–6, 8–6, 6–1       |
| Finale       | 9.4.      | William Laurentz     | Alfred Beamish       | 6–2, 6–4, 6–2            |

### Damesingle
| Runde       | Dato  | Vinder          | Taber              | Resultat  |
| ----------- | ----- | --------------- | ------------------ | --------- |
| 1. runde    | 2.4.  | Elsebeth Brehm  | Agnete Goldschmidt | 8–6, 6–3  |
| 1. runde    | 2.4.  | Jutta Steenberg | Asta Meyer         | 6–2, 6–4  |
| Semifinaler | 5.4.  | Elsebeth Brehm  | Vera Forum         | 6–1, 7–5  |
| Semifinaler | 5.4.  | Ebba Meyer      | Jutta Steenberg    | 6–2, 10–8 |
| Finale      | 10.4. | Elsebeth Brehm  | Ebba Meyer         | 6–2, 6–4  |

### Herredouble
| Runde       | Dato  | Vinder                          | Taber                            | Resultat                |
| ----------- | ----- | ------------------------------- | -------------------------------- | ----------------------- |
| 1. runde    | 2.4.  | Boris Schildt Runar Granholm    | Jørgen Arenholdt Hans Sandby     | 6–1, 6–1, 6–2           |
| 1. runde    | 3.4.  | Erik Tegner Povl Henriksen      | Einer Ulrich Oluf Kinck Petersen | 6–2, 6–3, 6–3           |
| 1. runde    | 3.4.  | Vagn Ingerslev Ove Frederiksen  | Frantz Morville P. Hildebrandt   | 6–4, 4–6, 6–1, 0–6, 6–2 |
| 1. runde    | 3.4.  | William Laurentz Maurice Germot | Aage Madsen Harald Waagepetersen | 6–4, 8–6, 6–4           |
| 1. runde    | 4.4.  | Alfred Beamish Arthur Gore      | Johannes Nielsen Berg Nielsen    | 6–4, 7–5, 6–1           |
| 1. runde    | 5.4.  | Christian Bache H. Uttenreiter  | Bjørn Thalbitzer Svend Olsen     | 3–6, 6–3, 6–4, 6–4      |
| 1. runde    | 5.4.  | Poul Groes Olaf Lindstrøm       | Kurt Zetterberg Axel Petersen    | 6–2, 4–6, 6–3, 6–1      |
| Kvartfinale | 3.4.  | Erik Tegner Povl Henriksen      | Albert Lindqvist Knut Larsson    | 6–0, 6–0, 6–3           |
| Kvartfinale | 6.4.  | Boris Schildt Runar Granholm    | Vagn Ingerslev Ove Frederiksen   | w.o.                    |
| Kvartfinale | 6.4.  | Alfred Beamish Arthur Gore      | Poul Groes Olaf Lindstrøm        | 9–7, 6–4, 6–3           |
| Kvartfinale | 6.4.  | William Laurentz Maurice Germot | Christian Bache H. Uttenreiter   | 7–5, 6–3, 8–6           |
| Semifinaler | 8.4.  | William Laurentz Maurice Germot | Boris Schildt Runar Granholm     | 6–2, 5–7, 6–0, 6–1      |
| Semifinaler | 8.4.  | Erik Tegner Povl Henriksen      | Alfred Beamish Arthur Gore       | 6–3, 8–6, 8–6           |
| Finale      | 10.4. | William Laurentz Maurice Germot | Erik Tegner Povl Henriksen       | 6–3, 6–2, 3–6, 6–3      |

### Damedouble
| Runde      | Dato | Vinder                    | Taber                      | Resultat      |
| ---------- | ---- | ------------------------- | -------------------------- | ------------- |
| Semifinale | 7.4. | Elsebeth Brehm Ebba Meyer | Fru Holm Asta Meyer        | 7–5, 6–0      |
| Finale     | 8.4. | Elsebeth Brehm Ebba Meyer | Jutta Steenberg Vera Forum | 6–3, 4–6, 6–2 |

### Mixed double
| Runde        | Dato | Vinder                                  | Taber                                   | Resultat      |
| ------------ | ---- | --------------------------------------- | --------------------------------------- | ------------- |
| 1. runde     | 4.4. | Vera Forum Frantz Morville              | Asta Meyer Boris Schildt                | 6–4, 6–8, 6–2 |
| Kvartfinaler | 4.4. | Elsebeth Brehm Erik Tegner              | Frk. Warburg Olaf Lindstrøm             | 2–6, 6–2, 6–4 |
| Kvartfinaler | 6.4. | Agnete Goldschmidt Harald Waagepetersen | Jutta Steenberg P. Hildebrandt          | 6–4, 6–3      |
| Kvartfinaler | 6.4. | Vera Forum Frantz Morville              | Frk. Engelbrecht Holm Runar Granholm    | 6–3, 6–3      |
| Semifinaler  | 6.4. | Elsebeth Brehm Erik Tegner              | Ebba Meyer Dybdal                       | 6–3, 6–3      |
| Semifinaler  | 7.4. | Agnete Goldschmidt Harald Waagepetersen | Vera Forum Frantz Morville              | 6–4, 6–3      |
| Finale       | 9.4. | Elsebeth Brehm Erik Tegner              | Agnete Goldschmidt Harald Waagepetersen | 6–2, 6–2      |